# Reprezentacja Nowej Zelandii w krykiecie mężczyzn
Reprezentacja Nowej Zelandii w krykiecie mężczyzn – drużyna sportowa krykieta, reprezentująca Nową Zelandię w meczach i turniejach międzynarodowych. Potocznie zespół nazywany jest Black Caps. Za jej funkcjonowanie odpowiedzialny jest New Zealand Cricket.
Reprezentacji Nowej Zelandii jest aktualnym wicemistrzem świata z roku 2015 oraz sześciokrotnym półfinalistą tych rozgrywek. Do tej pory MŚ dwukrotnie rozgrywano w Nowej Zelandii, w 1992 i 2015. W obu edycjach organizowała je wspólnie z Australią. Zespół Nowej Zelandii w ICC Champions Trophy raz zdobył mistrzostwo, raz wicemistrzostwo i raz dotarł do półfinału. W ICC World Twenty20 najlepszym do tej pory wynikiem było dwukrotne dotarcie do półfinału.

## Udział w imprezach międzynarodowych

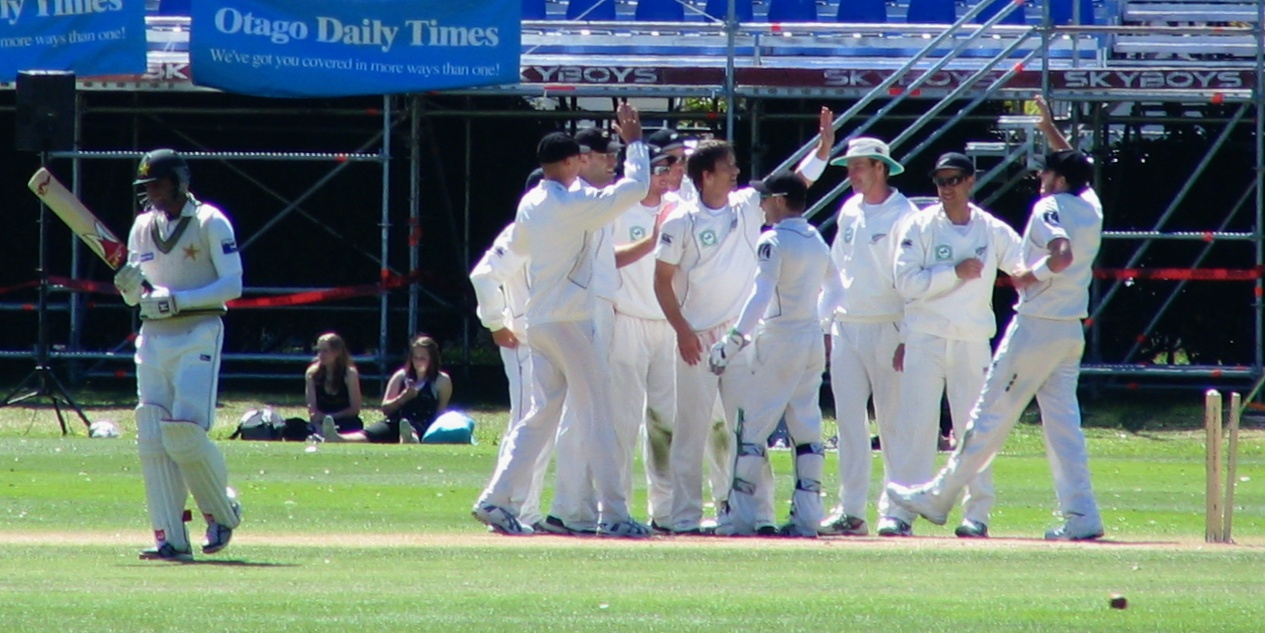
Reprezentanci Nowej Zelandii podczas meczu z Pakistanem w Dunedin, w 2009 r.

### Mistrzostwa świata
| Udział w mistrzostwach świata | Udział w mistrzostwach świata |
| Rok                           | Wynik                         |
| ----------------------------- | ----------------------------- |
| 1975                          | Półfinał                      |
| 1979                          | Półfinał                      |
| 1983                          | Faza grupowa                  |
| 1987                          | Faza grupowa                  |
| 1992                          | Półfinał                      |
| 1996                          | Ćwierćfinał                   |
| 1999                          | Półfinał                      |
| 2003                          | Super 6                       |
| 2007                          | Półfinał                      |
| 2011                          | Półfinał                      |
| 2015                          | Wicemistrzostwo               |
| 2019                          | Wicemistrzostwo               |
| 2023                          | –                             |

### ICC Champions Trophy
(rozgrywane jako ICC Knockout w 1998 i 2000 r.)
| Udział w ICC Champions Trophy | Udział w ICC Champions Trophy |
| Rok                           | Wynik                         |
| ----------------------------- | ----------------------------- |
| 1998                          | Ćwierćfinał                   |
| 2000                          | Mistrzostwo                   |
| 2002                          | Faza grupowa                  |
| 2004                          | Faza grupowa                  |
| 2006                          | Półfinał                      |
| 2009                          | Wicemistrzostwo               |
| 2013                          | Faza grupowa                  |
| 2017                          | Faza grupowa                  |

### ICC World Twenty20
| Udział w ICC World Twenty20 | Udział w ICC World Twenty20 |
| Rok                         | Wynik                       |
| --------------------------- | --------------------------- |
| 2007                        | Półfinał                    |
| 2009                        | Super 8                     |
| 2010                        | Super 8                     |
| 2012                        | Super 8                     |
| 2014                        | Super 10                    |
| 2016                        | Półfinał                    |
| 2021                        | –                           |